# Vòng đấu hạng UEFA Conference League 2024–25
Vòng đấu hạng UEFA Conference League 2024–25 bắt đầu vào ngày 2 tháng 10 và kết thúc vào ngày 19 tháng 12 năm 2024. Tổng cộng có 36 câu lạc bộ sẽ tranh tài ở vòng đấu này để quyết định 24 suất vào vòng đấu loại trực tiếp của UEFA Conference League 2024–25.
Borac Banja Luka, Celje, Cercle Brugge, 1. FC Heidenheim, Jagiellonia Białystok, Larne, Noah, Pafos, Petrocub Hîncești, The New Saints và Víkingur Reykjavík sẽ lần đầu tiên xuất hiện trong một vòng đấu hoặc giai đoạn giải đấu lớn của UEFA. Noah trở thành câu lạc bộ đầu tiên trong lịch sử Conference League thành công vượt qua cả bốn vòng loại, trong khi The New Saints và Larne là những đội đầu tiên lần lượt đến từ xứ Wales và Bắc Ireland, thi đấu tại vòng bảng hoặc vòng đấu hạng tại một giải đấu lớn của UEFA. Tổng cộng có 29 hiệp hội quốc gia có đại diện tham gia vòng đấu hạng.
Đây sẽ là mùa giải đầu tiên áp dụng thể thức đấu đơn, thay thế cho thể thức vòng bảng được sử dụng cho đến mùa giải trước. Với sự thay đổi này, số trận đấu trước vòng đấu loại trực tiếp sẽ tăng từ 96 lên 108 trận.

## Định dạng
Mỗi đội sẽ chơi sáu trận, ba trận trên sân nhà và ba trận trên sân khách, với sáu đối thủ khác nhau, với tất cả 36 đội được xếp hạng trong một bảng xếp hạng duy nhất. Các đội sẽ được chia thành sáu nhóm dựa trên hệ số câu lạc bộ UEFA năm 2024 của họ và mỗi đội sẽ đấu với một đội từ mỗi nhóm trong sáu nhóm. Tám đội xếp hạng cao nhất sẽ được miễn vào vòng 16 đội. Các đội xếp hạng từ thứ 9 đến thứ 24 sẽ tham gia vòng play-off đấu loại trực tiếp, với các đội xếp hạng từ thứ 9 đến thứ 16 được xếp hạt giống để bốc thăm. Các đội xếp hạng từ thứ 25 đến thứ 36 bị loại khỏi giải đấu.

### Tiêu chí xếp hạng
Các đội sẽ được xếp hạng theo điểm (3 điểm cho một trận thắng, 1 điểm cho một trận hòa và 0 điểm cho một trận thua). Nếu hai hoặc nhiều đội bằng điểm sau khi hoàn thành vòng đấu hạng, các tiêu chí xếp hạng sau đây được áp dụng, theo thứ tự đã cho, để xác định thứ hạng:
1. Hiệu số bàn thắng bại;
2. Số bàn thắng được ghi;
3. Số bàn thắng trên sân khách được ghi;
4. Số trận thắng;
5. Số trận thắng trên sân khách;
6. Số điểm cao hơn mà các đối thủ trong vòng đấu hạng giành được;
7. Hiệu số bàn thắng bại chung cuộc cao hơn của các đối thủ trong vòng đấu hạng;
8. Số bàn thắng được ghi bởi các đối thủ trong vòng đấu hạng cao hơn;
9. Tổng điểm kỷ luật thấp hơn (thẻ đỏ trực tiếp = 3 điểm, thẻ vàng = 1 điểm, đuổi khỏi sân vì hai thẻ vàng trong một trận = 3 điểm);
10. Hệ số câu lạc bộ UEFA.

Trong vòng đấu hạng, tiêu chí từ 1 đến 5 sẽ được sử dụng để xếp hạng các đội có số điểm bằng nhau. Nếu bất kỳ đội nào có số điểm bằng nhau và bằng nhau ở 5 tiêu chí đầu tiên, họ sẽ được coi là ngang nhau về vị trí và được sắp xếp theo thứ tự bảng chữ cái. Tiêu chí từ 6 đến 10 chỉ được sử dụng để phá vỡ thế hòa khi tất cả các trận đấu của vòng đấu hạng đã hoàn thành.

## Các đội và hạt giống
36 đội được chia thành sáu nhóm, mỗi nhóm sáu đội, với các đội được phân bổ vào các nhóm dựa trên hệ số câu lạc bộ UEFA năm 2024. Các  đội tham gia bao gồm:
- 24 đội thắng vòng play-off (5 từ Nhánh vô địch, 19 từ Nhánh chính)
- 12 đội thua ở vòng play-off Europa League

| Bảng màu |
| --- |
| Các đội xếp hạng từ 1 đến 8 sẽ tiến vào vòng 16 đội với tư cách là đội hạt giống                                       |
| Các đội xếp hạng từ 9 đến 16 sẽ tiến vào vòng play-off đấu loại trực tiếp với tư cách là đội hạt giống                 |
| Các đội xếp hạng từ 17 đến 24 sẽ tiến vào vòng play-off đấu loại trực tiếp với tư cách là đội không được xếp hạt giống |

| Đội        | Ghi chú  | hs.    |
| ---------- | -------- | ------ |
| Chelsea    | [ECL-MP] | 96.000 |
| Copenhagen | [ECL-MP] | 51.500 |
| Gent       | [ECL-MP] | 45.000 |
| Fiorentina | [ECL-MP] | 42.000 |
| LASK       | [EL-PO]  | 37.000 |
| Real Betis | [ECL-MP] | 33.000 |

| Đội                 | Ghi chú  | hs.    |
| ------------------- | -------- | ------ |
| İstanbul Başakşehir | [ECL-MP] | 29.000 |
| Molde               | [EL-PO]  | 28.500 |
| Legia Warsaw        | [ECL-MP] | 18.000 |
| 1. FC Heidenheim    | [ECL-MP] | 17.324 |
| Djurgårdens IF      | [ECL-MP] | 16.500 |
| APOEL               | [EL-PO]  | 14.500 |

| Đội                  | Ghi chú  | hs.    |
| -------------------- | -------- | ------ |
| Rapid Wien           | [EL-PO]  | 14.000 |
| Omonia               | [ECL-MP] | 12.000 |
| HJK                  | [ECL-CP] | 11.500 |
| Vitória de Guimarães | [ECL-MP] | 11.263 |
| Astana               | [ECL-MP] | 11.000 |
| Olimpija Ljubljana   | [ECL-MP] | 10.500 |

| Đội                 | Ghi chú  | hs.   |
| ------------------- | -------- | ----- |
| Cercle Brugge       | [ECL-MP] | 9.760 |
| Shamrock Rovers     | [EL-PO]  | 9.500 |
| The New Saints      | [ECL-CP] | 8.500 |
| Lugano              | [EL-PO]  | 8.000 |
| Heart of Midlothian | [EL-PO]  | 7.210 |
| Mladá Boleslav      | [ECL-MP] | 7.210 |

| Đội                   | Ghi chú  | hs.   |
| --------------------- | -------- | ----- |
| Petrocub Hîncești     | [EL-PO]  | 7.000 |
| St. Gallen            | [ECL-MP] | 6.595 |
| Panathinaikos         | [ECL-MP] | 6.305 |
| TSC                   | [EL-PO]  | 5.555 |
| Borac Banja Luka      | [EL-PO]  | 5.500 |
| Jagiellonia Białystok | [EL-PO]  | 5.075 |

| Đội                | Ghi chú  | hs.   |
| ------------------ | -------- | ----- |
| Celje              | [ECL-CP] | 4.500 |
| Larne              | [ECL-CP] | 4.500 |
| Dinamo Minsk       | [EL-PO]  | 4.500 |
| Pafos              | [ECL-MP] | 4.420 |
| Víkingur Reykjavík | [ECL-CP] | 4.000 |
| Noah               | [ECL-MP] | 2.125 |

Ghi chú
1. ECL-CP Đội thắng vòng play-off (Nhánh vô địch)
2. ECL-MP Đội thắng vòng play-off (Nhánh chính)
3. EL-PO Đội thua vòng play-off Europa League

## Bốc thăm
Lễ bốc thăm các cặp đấu vòng đấu hạng được tổ chức tại Grimaldi Forum ở Monaco vào ngày 30 tháng 8 năm 2024, 14:30 CEST. Cả 36 đội đều được bốc thăm thủ công bằng bóng vật lý. Đối với mỗi đội được bốc thăm thủ công, phần mềm tự động sẽ bốc thăm ngẫu nhiên các đối thủ của họ bằng kỹ thuật số, xác định trận đấu nào của họ diễn ra trên sân nhà và trận nào diễn ra trên sân khách. Mỗi đội sẽ đối mặt với một đối thủ từ mỗi sáu nhóm, ba trong số đó họ sẽ đối mặt trên sân nhà và ba trận đối mặt trên sân khách. Với mục đích xác định địa điểm thi đấu, các nhóm đã được ghép đôi (Nhóm 1 với 2, 3 với 4 và 5 với 6) sao cho đối với mỗi cặp nhóm, các đội sẽ đối mặt với một đối thủ trên sân nhà và một đối thủ trên sân khách. Các đội không thể đối mặt với các đối thủ từ cùng một hiệp hội và chỉ có thể được bốc thăm với tối đa hai đội từ cùng một hiệp hội. Lễ bốc thăm bắt đầu với Nhóm 1, chỉ định đối thủ cho tất cả các đội, lần lượt từng đội và tiếp tục với các nhóm khác theo thứ tự giảm dần cho đến khi tất cả các đội đều được chỉ định đối thủ của mình.
Việc chuyển sang rút thăm chủ yếu dựa trên máy tính được thực hiện do các vấn đề về độ phức tạp và thời lượng yêu cầu của một lần rút thăm thủ công. Phần mềm rút thăm, do AE Live phát triển, sẽ đảm bảo tính ngẫu nhiên hoàn toàn trong khuôn khổ các điều kiện rút thăm và ngăn ngừa mọi tình huống bế tắc. Phần mềm đã được kiểm toán viên bên ngoài Ernst & Young xem xét, đơn vị này cũng sẽ cung cấp dịch vụ xem xét và kiểm soát các hoạt động rút thăm thủ công và kỹ thuật số tại chỗ.
Địa điểm tổ chức trận đấu của mỗi câu lạc bộ được hiển thị trong ngoặc đơn bên dưới (H: sân nhà; A: sân khách).

| Câu lạc bộ            | Đối thủ Nhóm 1 | Đối thủ Nhóm 1 | Đối thủ Nhóm 2      | Đối thủ Nhóm 2 | Đối thủ Nhóm 3       | Đối thủ Nhóm 3 | Đối thủ Nhóm 4      | Đối thủ Nhóm 4 | Đối thủ Nhóm 5        | Đối thủ Nhóm 5 | Đối thủ Nhóm 6     | Đối thủ Nhóm 6 |      |
| --------------------- | -------------- | -------------- | ------------------- | -------------- | -------------------- | -------------- | ------------------- | -------------- | --------------------- | -------------- | ------------------ | -------------- | ---- |
| Chelsea               | Gent           | (H)            | 1. FC Heidenheim    | (A)            | Astana               | (A)            | Shamrock Rovers     | (H)            | Panathinaikos         | (A)            | Noah               | (H)            |      |
| Copenhagen            | Real Betis     | (A)            | İstanbul Başakşehir | (H)            | Rapid Wien           | (A)            | Heart of Midlothian | (H)            | Jagiellonia Białystok | (H)            | Dinamo Minsk       | (A)            |      |
| Gent                  | Chelsea        | (A)            | Molde               | (H)            | Omonia               | (H)            | Lugano              | (A)            | TSC                   | (H)            | Larne              | (A)            |      |
| Fiorentina            | LASK           | (H)            | APOEL               | (A)            | Vitória de Guimarães | (A)            | The New Saints      | (H)            | St. Gallen            | (A)            | Pafos              | (H)            |      |
| LASK                  | Fiorentina     | (A)            | Djurgårdens IF      | (H)            | Olimpija Ljubljana   | (A)            | Cercle Brugge       | (H)            | Borac Banja Luka      | (A)            | Víkingur Reykjavík | (H)            |      |
| Real Betis            | Copenhagen     | (H)            | Legia Warsaw        | (A)            | HJK                  | (H)            | Mladá Boleslav      | (A)            | Petrocub Hîncești     | (A)            | Celje              | (H)            |      |
|                       |                |                |                     |                |                      |                |                     |                |                       |                |                    |                |      |
| İstanbul Başakşehir   | Copenhagen     | (A)            | 1. FC Heidenheim    | (H)            | Rapid Wien           | (H)            | Cercle Brugge       | (A)            | Petrocub Hîncești     | (H)            | Celje              | (A)            |      |
| Molde                 | Gent           | (A)            | APOEL               | (H)            | HJK                  | (A)            | Mladá Boleslav      | (H)            | Jagiellonia Białystok | (A)            | Larne              | (H)            |      |
| Legia Warsaw          | Real Betis     | (H)            | Djurgårdens IF      | (A)            | Omonia               | (A)            | Lugano              | (H)            | TSC                   | (A)            | Dinamo Minsk       | (H)            |      |
| 1. FC Heidenheim      | Chelsea        | (H)            | İstanbul Başakşehir | (A)            | Olimpija Ljubljana   | (H)            | Heart of Midlothian | (A)            | St. Gallen            | (H)            | Pafos              | (A)            |      |
| Djurgårdens IF        | LASK           | (A)            | Legia Warsaw        | (H)            | Vitória de Guimarães | (H)            | The New Saints      | (A)            | Panathinaikos         | (H)            | Víkingur Reykjavík | (A)            |      |
| APOEL                 | Fiorentina     | (H)            | Molde               | (A)            | Astana               | (H)            | Shamrock Rovers     | (A)            | Borac Banja Luka      | (H)            | Noah               | (A)            |      |
|                       |                |                |                     |                |                      |                |                     |                |                       |                |                    |                |      |
| Rapid Wien            | Copenhagen     | (H)            | İstanbul Başakşehir | (A)            | Omonia               | (A)            | Shamrock Rovers     | (H)            | Petrocub Hîncești     | (A)            | Noah               | (H)            |      |
| Omonia                | Gent           | (A)            | Legia Warsaw        | (H)            | Rapid Wien           | (H)            | Heart of Midlothian | (A)            | Borac Banja Luka      | (A)            | Víkingur Reykjavík | (H)            |      |
| HJK                   | Real Betis     | (A)            | Molde               | (H)            | Olimpija Ljubljana   | (H)            | Lugano              | (A)            | Panathinaikos         | (A)            | Dinamo Minsk       | (H)            |      |
| Vitória de Guimarães  | Fiorentina     | (H)            | Djurgårdens IF      | (A)            | Astana               | (A)            | Mladá Boleslav      | (H)            | St. Gallen            | (A)            | Celje              | (H)            |      |
| Astana                | Chelsea        | (H)            | APOEL               | (A)            | Vitória de Guimarães | (H)            | The New Saints      | (A)            | TSC                   | (H)            | Pafos              | (A)            |      |
| Olimpija Ljubljana    | LASK           | (H)            | 1. FC Heidenheim    | (A)            | HJK                  | (A)            | Cercle Brugge       | (H)            | Jagiellonia Białystok | (A)            | Larne              | (H)            |      |
|                       |                |                |                     |                |                      |                |                     |                |                       |                |                    |                |      |
| Cercle Brugge         | LASK           | (A)            | İstanbul Başakşehir | (H)            | Olimpija Ljubljana   | (A)            | Heart of Midlothian | (H)            | St. Gallen            | (H)            | Víkingur Reykjavík | (A)            |      |
| Shamrock Rovers       | Chelsea        | (A)            | APOEL               | (H)            | Rapid Wien           | (A)            | The New Saints      | (H)            | Borac Banja Luka      | (H)            | Larne              | (A)            |      |
| The New Saints        | Fiorentina     | (A)            | Djurgårdens IF      | (H)            | Astana               | (H)            | Shamrock Rovers     | (A)            | Panathinaikos         | (H)            | Celje              | (A)            |      |
| Lugano                | Gent           | (H)            | Legia Warsaw        | (A)            | HJK                  | (H)            | Mladá Boleslav      | (A)            | TSC                   | (A)            | Pafos              | (H)            |      |
| Heart of Midlothian   | Copenhagen     | (A)            | 1. FC Heidenheim    | (H)            | Omonia               | (H)            | Cercle Brugge       | (A)            | Petrocub Hîncești     | (H)            | Dinamo Minsk       | (A)            |      |
| Mladá Boleslav        | Real Betis     | (H)            | Molde               | (A)            | Vitória de Guimarães | (A)            | Lugano              | (H)            | Jagiellonia Białystok | (H)            | Noah               | (A)            |      |
|                       |                |                |                     |                |                      |                |                     |                |                       |                |                    |                |      |
| Petrocub Hîncești     | Real Betis     | (H)            | İstanbul Başakşehir | (A)            | Rapid Wien           | (H)            | Heart of Midlothian | (A)            | Jagiellonia Białystok | (A)            | Pafos              | (H)            |      |
| St. Gallen            | Fiorentina     | (H)            | 1. FC Heidenheim    | (A)            | Vitória de Guimarães | (H)            | Cercle Brugge       | (A)            | TSC                   | (H)            | Larne              | (A)            |      |
| Panathinaikos         | Chelsea        | (H)            | Djurgårdens IF      | (A)            | HJK                  | (H)            | The New Saints      | (A)            | Borac Banja Luka      | (A)            | Dinamo Minsk       | (H)            |      |
| TSC                   | Gent           | (A)            | Legia Warsaw        | (H)            | Astana               | (A)            | Lugano              | (H)            | St. Gallen            | (A)            | Noah               | (H)            | 15,1 |
| Borac Banja Luka      | LASK           | (H)            | APOEL               | (A)            | Omonia               | (H)            | Shamrock Rovers     | (A)            | Panathinaikos         | (H)            | Víkingur Reykjavík | (A)            |      |
| Jagiellonia Białystok | Copenhagen     | (A)            | Molde               | (H)            | Olimpija Ljubljana   | (H)            | Mladá Boleslav      | (A)            | Petrocub Hîncești     | (H)            | Celje              | (A)            |      |
|                       |                |                |                     |                |                      |                |                     |                |                       |                |                    |                |      |
| Celje                 | Real Betis     | (A)            | İstanbul Başakşehir | (H)            | Vitória de Guimarães | (A)            | The New Saints      | (H)            | Jagiellonia Białystok | (H)            | Pafos              | (A)            |      |
| Larne                 | Gent           | (H)            | Molde               | (A)            | Olimpija Ljubljana   | (A)            | Shamrock Rovers     | (H)            | St. Gallen            | (H)            | Dinamo Minsk       | (A)            |      |
| Dinamo Minsk          | Copenhagen     | (H)            | Legia Warsaw        | (A)            | HJK                  | (A)            | Heart of Midlothian | (H)            | Panathinaikos         | (A)            | Larne              | (H)            |      |
| Pafos                 | Fiorentina     | (A)            | 1. FC Heidenheim    | (H)            | Astana               | (H)            | Lugano              | (A)            | Petrocub Hîncești     | (A)            | Celje              | (H)            |      |
| Víkingur Reykjavík    | LASK           | (A)            | Djurgårdens IF      | (H)            | Omonia               | (A)            | Cercle Brugge       | (H)            | Borac Banja Luka      | (H)            | Noah               | (A)            |      |
| Noah                  | Chelsea        | (A)            | APOEL               | (H)            | Rapid Wien           | (A)            | Mladá Boleslav      | (H)            | TSC                   | (A)            | Víkingur Reykjavík | (H)            |      |

## Bảng xếp hạng vòng đấu hạng
| VT | Đội                   | ST | T | H | B | BT | BB | HS  | Đ  | Giành quyền tham dự                                                 |
| -- | --------------------- | -- | - | - | - | -- | -- | --- | -- | ------------------------------------------------------------------- |
| 1  | Chelsea               | 6  | 6 | 0 | 0 | 26 | 5  | +21 | 18 | Đi tiếp vào vòng 16 đội (nhóm hạt giống)                            |
| 2  | Vitória de Guimarães  | 6  | 4 | 2 | 0 | 13 | 6  | +7  | 14 | Đi tiếp vào vòng 16 đội (nhóm hạt giống)                            |
| 3  | Fiorentina            | 6  | 4 | 1 | 1 | 18 | 7  | +11 | 13 | Đi tiếp vào vòng 16 đội (nhóm hạt giống)                            |
| 4  | Rapid Wien            | 6  | 4 | 1 | 1 | 11 | 5  | +6  | 13 | Đi tiếp vào vòng 16 đội (nhóm hạt giống)                            |
| 5  | Djurgårdens IF        | 6  | 4 | 1 | 1 | 11 | 7  | +4  | 13 | Đi tiếp vào vòng 16 đội (nhóm hạt giống)                            |
| 6  | Lugano                | 6  | 4 | 1 | 1 | 11 | 7  | +4  | 13 | Đi tiếp vào vòng 16 đội (nhóm hạt giống)                            |
| 7  | Legia Warszawa        | 6  | 4 | 0 | 2 | 13 | 5  | +8  | 12 | Đi tiếp vào vòng 16 đội (nhóm hạt giống)                            |
| 8  | Cercle Brugge         | 6  | 3 | 2 | 1 | 14 | 7  | +7  | 11 | Đi tiếp vào vòng 16 đội (nhóm hạt giống)                            |
| 9  | Jagiellonia Białystok | 6  | 3 | 2 | 1 | 10 | 5  | +5  | 11 | Đi tiếp vào vòng play-off đấu loại trực tiếp (nhóm hạt giống)       |
| 10 | Shamrock Rovers       | 6  | 3 | 2 | 1 | 12 | 9  | +3  | 11 | Đi tiếp vào vòng play-off đấu loại trực tiếp (nhóm hạt giống)       |
| 11 | APOEL                 | 6  | 3 | 2 | 1 | 8  | 5  | +3  | 11 | Đi tiếp vào vòng play-off đấu loại trực tiếp (nhóm hạt giống)       |
| 12 | Pafos                 | 6  | 3 | 1 | 2 | 11 | 7  | +4  | 10 | Đi tiếp vào vòng play-off đấu loại trực tiếp (nhóm hạt giống)       |
| 13 | Panathinaikos         | 6  | 3 | 1 | 2 | 10 | 7  | +3  | 10 | Đi tiếp vào vòng play-off đấu loại trực tiếp (nhóm hạt giống)       |
| 14 | Olimpija Ljubljana    | 6  | 3 | 1 | 2 | 7  | 6  | +1  | 10 | Đi tiếp vào vòng play-off đấu loại trực tiếp (nhóm hạt giống)       |
| 15 | Real Betis            | 6  | 3 | 1 | 2 | 6  | 5  | +1  | 10 | Đi tiếp vào vòng play-off đấu loại trực tiếp (nhóm hạt giống)       |
| 16 | 1. FC Heidenheim      | 6  | 3 | 1 | 2 | 7  | 7  | 0   | 10 | Đi tiếp vào vòng play-off đấu loại trực tiếp (nhóm hạt giống)       |
| 17 | Gent                  | 6  | 3 | 0 | 3 | 8  | 8  | 0   | 9  | Đi tiếp vào vòng play-off đấu loại trực tiếp (nhóm không hạt giống) |
| 18 | Copenhagen            | 6  | 2 | 2 | 2 | 8  | 9  | −1  | 8  | Đi tiếp vào vòng play-off đấu loại trực tiếp (nhóm không hạt giống) |
| 19 | Víkingur Reykjavík    | 6  | 2 | 2 | 2 | 7  | 8  | −1  | 8  | Đi tiếp vào vòng play-off đấu loại trực tiếp (nhóm không hạt giống) |
| 20 | Borac Banja Luka      | 6  | 2 | 2 | 2 | 4  | 7  | −3  | 8  | Đi tiếp vào vòng play-off đấu loại trực tiếp (nhóm không hạt giống) |
| 21 | Celje                 | 6  | 2 | 1 | 3 | 13 | 13 | 0   | 7  | Đi tiếp vào vòng play-off đấu loại trực tiếp (nhóm không hạt giống) |
| 22 | Omonia                | 6  | 2 | 1 | 3 | 7  | 7  | 0   | 7  | Đi tiếp vào vòng play-off đấu loại trực tiếp (nhóm không hạt giống) |
| 23 | Molde                 | 6  | 2 | 1 | 3 | 10 | 11 | −1  | 7  | Đi tiếp vào vòng play-off đấu loại trực tiếp (nhóm không hạt giống) |
| 24 | TSC                   | 6  | 2 | 1 | 3 | 10 | 13 | −3  | 7  | Đi tiếp vào vòng play-off đấu loại trực tiếp (nhóm không hạt giống) |
| 25 | Heart of Midlothian   | 6  | 2 | 1 | 3 | 6  | 9  | −3  | 7  |                                                                     |
| 26 | İstanbul Başakşehir   | 6  | 1 | 3 | 2 | 9  | 12 | −3  | 6  |                                                                     |
| 27 | Mladá Boleslav        | 6  | 2 | 0 | 4 | 7  | 10 | −3  | 6  |                                                                     |
| 28 | Astana                | 6  | 1 | 2 | 3 | 4  | 8  | −4  | 5  |                                                                     |
| 29 | St. Gallen            | 6  | 1 | 2 | 3 | 10 | 18 | −8  | 5  |                                                                     |
| 30 | HJK                   | 6  | 1 | 1 | 4 | 3  | 9  | −6  | 4  |                                                                     |
| 31 | Noah                  | 6  | 1 | 1 | 4 | 6  | 16 | −10 | 4  |                                                                     |
| 32 | The New Saints        | 6  | 1 | 0 | 5 | 5  | 10 | −5  | 3  |                                                                     |
| 33 | Dinamo Minsk          | 6  | 1 | 0 | 5 | 4  | 13 | −9  | 3  |                                                                     |
| 34 | Larne                 | 6  | 1 | 0 | 5 | 3  | 12 | −9  | 3  |                                                                     |
| 35 | LASK                  | 6  | 0 | 3 | 3 | 4  | 14 | −10 | 3  |                                                                     |
| 36 | Petrocub Hîncești     | 6  | 0 | 2 | 4 | 4  | 13 | −9  | 2  |                                                                     |

1. 1 2  Bàn thắng sân khách ghi được: Djurgårdens IF 5, Lugano 4.

## Kết quả
| Đội nhà              | Tỷ số | Đội khách             |
| -------------------- | ----- | --------------------- |
| İstanbul Başakşehir  | 1–2   | Rapid Wien            |
| Vitória de Guimarães | 3–1   | Celje                 |
| 1. FC Heidenheim     | 2–1   | Olimpija Ljubljana    |
| Cercle Brugge        | 6–2   | St. Gallen            |
| Astana               | 1–0   | TSC                   |
| Dinamo Minsk         | 1–2   | Heart of Midlothian   |
| Noah                 | 2–0   | Mladá Boleslav        |
| Legia Warsaw         | 1–0   | Real Betis            |
| Molde                | 3–0   | Larne                 |
| Omonia               | 4–0   | Víkingur Reykjavík    |
| Fiorentina           | 2–0   | The New Saints        |
| Chelsea              | 4–2   | Gent                  |
| Copenhagen           | 1–2   | Jagiellonia Białystok |
| Lugano               | 3–0   | HJK                   |
| Petrocub Hîncești    | 1–4   | Pafos                 |
| Borac Banja Luka     | 1–1   | Panathinaikos         |
| LASK                 | 2–2   | Djurgårdens IF        |
| Shamrock Rovers      | 1–1   | APOEL                 |

| Đội nhà               | Tỷ số | Đội khách            |
| --------------------- | ----- | -------------------- |
| Víkingur Reykjavík    | 3–1   | Cercle Brugge        |
| APOEL                 | 0–1   | Borac Banja Luka     |
| Djurgårdens IF        | 1–2   | Vitória de Guimarães |
| St. Gallen            | 2–4   | Fiorentina           |
| Heart of Midlothian   | 2–0   | Omonia               |
| Jagiellonia Białystok | 2–0   | Petrocub Hîncești    |
| Gent                  | 2–1   | Molde                |
| Larne                 | 1–4   | Shamrock Rovers      |
| Celje                 | 5–1   | İstanbul Başakşehir  |
| Panathinaikos         | 1–4   | Chelsea              |
| Rapid Wien            | 1–0   | Noah                 |
| Mladá Boleslav        | 0–1   | Lugano               |
| TSC                   | 0–3   | Legia Warsaw         |
| HJK                   | 1–0   | Dinamo Minsk         |
| Olimpija Ljubljana    | 2–0   | LASK                 |
| Pafos                 | 0–1   | 1. FC Heidenheim     |
| Real Betis            | 1–1   | Copenhagen           |
| The New Saints        | 2–0   | Astana               |

| Đội nhà               | Tỷ số | Đội khách           |
| --------------------- | ----- | ------------------- |
| Víkingur Reykjavík    | 2–0   | Borac Banja Luka    |
| Petrocub Hîncești     | 0–3   | Rapid Wien          |
| TSC                   | 4–1   | Lugano              |
| HJK                   | 0–2   | Olimpija Ljubljana  |
| Gent                  | 1–0   | Omonia              |
| Legia Warsaw          | 4–0   | Dinamo Minsk        |
| Pafos                 | 1–0   | Astana              |
| Shamrock Rovers       | 2–1   | The New Saints      |
| APOEL                 | 2–1   | Fiorentina          |
| Chelsea               | 8–0   | Noah                |
| Djurgårdens IF        | 2–1   | Panathinaikos       |
| Copenhagen            | 2–2   | İstanbul Başakşehir |
| Heart of Midlothian   | 0–2   | 1. FC Heidenheim    |
| Jagiellonia Białystok | 3–0   | Molde               |
| Larne                 | 1–2   | St. Gallen          |
| LASK                  | 0–0   | Cercle Brugge       |
| Real Betis            | 2–1   | Celje               |
| Vitória de Guimarães  | 2–1   | Mladá Boleslav      |

| Đội nhà             | Tỷ số | Đội khách             |
| ------------------- | ----- | --------------------- |
| İstanbul Başakşehir | 1–1   | Petrocub Hîncești     |
| Astana              | 1–1   | Vitória de Guimarães  |
| 1. FC Heidenheim    | 0–2   | Chelsea               |
| Cercle Brugge       | 2–0   | Heart of Midlothian   |
| Dinamo Minsk        | 1–2   | Copenhagen            |
| Noah                | 0–0   | Víkingur Reykjavík    |
| St. Gallen          | 2–2   | TSC                   |
| Borac Banja Luka    | 2–1   | LASK                  |
| Molde               | 0–1   | APOEL                 |
| Celje               | 3–3   | Jagiellonia Białystok |
| Panathinaikos       | 1–0   | HJK                   |
| The New Saints      | 0–1   | Djurgårdens IF        |
| Fiorentina          | 3–2   | Pafos                 |
| Lugano              | 2–0   | Gent                  |
| Mladá Boleslav      | 2–1   | Real Betis            |
| Olimpija Ljubljana  | 1–0   | Larne                 |
| Omonia              | 0–3   | Legia Warsaw          |
| Rapid Wien          | 1–1   | Shamrock Rovers       |

| Đội nhà             | Tỷ số | Đội khách             |
| ------------------- | ----- | --------------------- |
| Víkingur Reykjavík  | 1–2   | Djurgårdens IF        |
| Astana              | 1–3   | Chelsea               |
| Fiorentina          | 7–0   | LASK                  |
| Copenhagen          | 2–0   | Heart of Midlothian   |
| Dinamo Minsk        | 2–0   | Larne                 |
| Noah                | 1–3   | APOEL                 |
| Petrocub Hîncești   | 0–1   | Real Betis            |
| HJK                 | 2–2   | Molde                 |
| İstanbul Başakşehir | 3–1   | 1. FC Heidenheim      |
| Legia Warsaw        | 1–2   | Lugano                |
| Olimpija Ljubljana  | 1–4   | Cercle Brugge         |
| St. Gallen          | 1–4   | Vitória de Guimarães  |
| Mladá Boleslav      | 1–0   | Jagiellonia Białystok |
| Gent                | 3–0   | TSC                   |
| Omonia              | 3–1   | Rapid Wien            |
| Pafos               | 2–0   | Celje                 |
| Shamrock Rovers     | 3–0   | Borac Banja Luka      |
| The New Saints      | 0–2   | Panathinaikos         |

| Đội nhà               | Tỷ số | Đội khách           |
| --------------------- | ----- | ------------------- |
| 1. FC Heidenheim      | 1–1   | St. Gallen          |
| APOEL                 | 1–1   | Astana              |
| Cercle Brugge         | 1–1   | İstanbul Başakşehir |
| Chelsea               | 5–1   | Shamrock Rovers     |
| Djurgårdens IF        | 3–1   | Legia Warsaw        |
| Lugano                | 2–2   | Pafos               |
| Borac Banja Luka      | 0–0   | Omonia              |
| TSC                   | 4–3   | Noah                |
| Heart of Midlothian   | 2–2   | Petrocub Hîncești   |
| Jagiellonia Białystok | 0–0   | Olimpija Ljubljana  |
| Larne                 | 1–0   | Gent                |
| LASK                  | 1–1   | Víkingur Reykjavík  |
| Molde                 | 4–3   | Mladá Boleslav      |
| Celje                 | 3–2   | The New Saints      |
| Panathinaikos         | 4–0   | Dinamo Minsk        |
| Real Betis            | 1–0   | HJK                 |
| Rapid Wien            | 3–0   | Copenhagen          |
| Vitória de Guimarães  | 1–1   | Fiorentina          |

## Các trận đấu
Danh sách lịch thi đấu được công bố vào ngày 31 tháng 8 năm 2024, một ngày sau lễ bốc thăm. Điều này nhằm đảm bảo không có sự xung đột về lịch thi đấu giữa các đội ở Champions League và Europa League thi đấu tại cùng một thành phố.
Về nguyên tắc, mỗi đội sẽ không chơi nhiều hơn hai trận sân nhà hoặc hai trận sân khách liên tiếp và sẽ chơi một trận sân nhà và một trận sân khách trong cả hai ngày thi đấu đầu tiên và cuối cùng. Các trận đấu sẽ diễn ra vào ngày 3 tháng 10, 24 tháng 10, 7 tháng 11, 28 tháng 11, 12 tháng 12 và 19 tháng 12 năm 2024 (tuần độc quyền). Tất cả các trận đấu sẽ được thi đấu vào thứ năm. Về nguyên tắc, thời gian bắt đầu dự kiến sẽ là 16:30, 18:45 và 21:00 CET/CEST. Tất cả các trận đấu trong ngày thi đấu cuối cùng sẽ được chơi đồng thời lúc 21:00.
Thời gian là CET hay CEST, do UEFA liệt kê (giờ địa phương, nếu khác, sẽ được đặt trong dấu ngoặc đơn).

### Lượt trận 1
| İstanbul Başakşehir | 1–2      | Rapid Wien        |
| ------------------- | -------- | ----------------- |
| - Piątek 45+2'      | Chi tiết | - Schaub 43', 46' |

| Vitória de Guimarães                    | 3–1      | Celje         |
| --------------------------------------- | -------- | ------------- |
| - Samu 7' - G. Silva 36' - T. Silva 62' | Chi tiết | - Matko 90+1' |

| 1. FC Heidenheim       | 2–1      | Olimpija Ljubljana |
| ---------------------- | -------- | ------------------ |
| - Beck 6' - Wanner 83' | Chi tiết | - Blanco 77'       |

| Cercle Brugge                                               | 6–2      | St. Gallen                   |
| ----------------------------------------------------------- | -------- | ---------------------------- |
| - Minda 3' - Denkey 25', 43', 54' (ph.đ.) - Magnée 63', 68' | Chi tiết | - Csoboth 58' - Mambimbi 81' |

| Astana            | 1–0      | TSC |
| ----------------- | -------- | --- |
| - Kažukolovas 15' | Chi tiết |     |

| Dinamo Minsk | 1–2      | Heart of Midlothian                    |
| ------------ | -------- | -------------------------------------- |
| - Alfred 21' | Chi tiết | - Politevich 37' (l.n.) - Dhanda 90+4' |

| Noah                    | 2–0      | Mladá Boleslav |
| ----------------------- | -------- | -------------- |
| - Aiás 58' - Pinson 76' | Chi tiết |                |

| Legia Warsaw  | 1–0      | Real Betis |
| ------------- | -------- | ---------- |
| - Kapuadi 23' | Chi tiết |            |

| Molde                                        | 3–0      | Larne |
| -------------------------------------------- | -------- | ----- |
| - Eikrem 51' - Brynhildsen 78' - Ihler 90+5' | Chi tiết |       |

| Omonia                                            | 4–0      | Víkingur Reykjavík |
| ------------------------------------------------- | -------- | ------------------ |
| - Coulibaly 51' - Kakoullis 81', 90' - Alioum 86' | Chi tiết |                    |

| Fiorentina            | 2–0      | The New Saints |
| --------------------- | -------- | -------------- |
| - Adli 65' - Kean 68' | Chi tiết |                |

| Chelsea                                                 | 4–2      | Gent                           |
| ------------------------------------------------------- | -------- | ------------------------------ |
| - Veiga 12' - Neto 46' - Nkunku 63' - Dewsbury-Hall 70' | Chi tiết | - Watanabe 50' - Gandelman 90' |

| Copenhagen        | 1–2      | Jagiellonia Białystok          |
| ----------------- | -------- | ------------------------------ |
| - Hatzidiakos 12' | Chi tiết | - Pululu 51' - Churlinov 90+7' |

| Lugano                                              | 3–0      | HJK |
| --------------------------------------------------- | -------- | --- |
| - Papadopoulos 34' - Marques 56' - Dos Santos 90+1' | Chi tiết |     |

| Petrocub Hîncești   | v        | Pafos                                    |
| ------------------- | -------- | ---------------------------------------- |
| - Lungu 26' (ph.đ.) | Chi tiết | - Correia 33', 52' - Jajá 37' - Name 82' |

| Borac Banja Luka | 1–1      | Panathinaikos   |
| ---------------- | -------- | --------------- |
| - Despotović 50' | Chi tiết | - Bakasetas 11' |

| LASK                        | 2–2      | Djurgårdens IF           |
| --------------------------- | -------- | ------------------------ |
| - Berisha 26' - Flecker 49' | Chi tiết | - Priske 58' - Nguen 65' |

| Shamrock Rovers | 1–1      | APOEL        |
| --------------- | -------- | ------------ |
| - Watts 90+2'   | Chi tiết | - Laifis 59' |

### Lượt trận 2
| Víkingur Reykjavík                              | 3–1      | Cercle Brugge |
| ----------------------------------------------- | -------- | ------------- |
| - Sigurpálsson 17' - Djuric 76' - Vatnhamar 83' | Chi tiết | - Olaigbe 16' |

| APOEL | 0–1      | Borac Banja Luka |
| ----- | -------- | ---------------- |
|       | Chi tiết | - Savić 63'      |

| Djurgårdens IF | 1–2      | Vitória de Guimarães     |
| -------------- | -------- | ------------------------ |
| - Stensson 62' | Chi tiết | - Silva 58' - Santos 79' |

| St. Gallen                   | 2–4      | Fiorentina                                            |
| ---------------------------- | -------- | ----------------------------------------------------- |
| - Mambimbi 23' - Görtler 62' | Chi tiết | - Martínez Quarta 50' - Ikoné 54', 69' - Gosens 90+4' |

| Heart of Midlothian         | 2–0      | Omonia |
| --------------------------- | -------- | ------ |
| - Forrest 17' - Spittal 23' | Chi tiết |        |

| Jagiellonia Białystok | 2–0      | Petrocub Hîncești |
| --------------------- | -------- | ----------------- |
| - Pululu 69', 72'     | Chi tiết |                   |

| Gent                       | 2–1      | Molde       |
| -------------------------- | -------- | ----------- |
| - Fadiga 24' - Brown 90+5' | Chi tiết | - Dæhli 78' |

| Larne           | 1–4      | Shamrock Rovers                                            |
| --------------- | -------- | ---------------------------------------------------------- |
| - Gallagher 48' | Chi tiết | - Honohan 3' - Kenny 24' - Cosgrove 30' (l.n.) - Burke 54' |

| Celje                                                  | 5–1      | İstanbul Başakşehir |
| ------------------------------------------------------ | -------- | ------------------- |
| - Svetlin 5' - Brnić 30' - Sešlar 34' - Kučys 51', 77' | Chi tiết | - Pelkas 75'        |

| Panathinaikos   | 1–4      | Chelsea                                            |
| --------------- | -------- | -------------------------------------------------- |
| - Pellistri 69' | Chi tiết | - Félix 22', 55' - Mudryk 49' - Nkunku 59' (ph.đ.) |

| Rapid Wien  | 1–0      | Noah |
| ----------- | -------- | ---- |
| - Beljo 31' | Chi tiết |      |

| Mladá Boleslav | 0–1      | Lugano        |
| -------------- | -------- | ------------- |
|                | Chi tiết | - Steffen 38' |

| TSC | 0–3      | Legia Warsaw                                 |
| --- | -------- | -------------------------------------------- |
|     | Chi tiết | - Kapustka 11' - Luquinhas 47' - Chodyna 62' |

| HJK          | 1–0      | Dinamo Minsk |
| ------------ | -------- | ------------ |
| - Möller 46' | Chi tiết |              |

| Olimpija Ljubljana       | 2–0      | LASK |
| ------------------------ | -------- | ---- |
| - Blanco 14' - Lucas 80' | Chi tiết |      |

| Pafos | 0–1      | 1. FC Heidenheim |
| ----- | -------- | ---------------- |
|       | Chi tiết | - Mainka 25'     |

| Real Betis      | 1–1      | Copenhagen         |
| --------------- | -------- | ------------------ |
| - Ezzalzouli 8' | Chi tiết | - Diks 77' (ph.đ.) |

| The New Saints                     | 2–0      | Astana |
| ---------------------------------- | -------- | ------ |
| - Holden 40' - McManus 78' (ph.đ.) | Chi tiết |        |

### Lượt trận 3
| Víkingur Reykjavík            | 2–0      | Borac Banja Luka |
| ----------------------------- | -------- | ---------------- |
| - Hansen 17' - Gunnarsson 23' | Chi tiết |                  |

| Petrocub Hîncești | 0–3      | Rapid Wien                         |
| ----------------- | -------- | ---------------------------------- |
|                   | Chi tiết | - Bolla 13' - Burgstaller 53', 79' |

| TSC                                  | 4–1      | Lugano        |
| ------------------------------------ | -------- | ------------- |
| - Stanić 4', 62' - Pantović 59', 83' | Chi tiết | - Mahmoud 61' |

| HJK | 0–2      | Olimpija Ljubljana     |
| --- | -------- | ---------------------- |
|     | Chi tiết | - Brest 57' - Agba 68' |

| Gent            | 1–0      | Omonia |
| --------------- | -------- | ------ |
| - Gandelman 31' | Chi tiết |        |

| Legia Warsaw                                 | 4–0      | Dinamo Minsk |
| -------------------------------------------- | -------- | ------------ |
| - Luquinhas 10', 55' - Gual 51' (ph.đ.), 59' | Chi tiết |              |

| Pafos          | 1–0      | Astana |
| -------------- | -------- | ------ |
| - Anderson 87' | Chi tiết |        |

| Shamrock Rovers         | 2–1      | The New Saints |
| ----------------------- | -------- | -------------- |
| - Kenny 23' - Watts 38' | Chi tiết | - Williams 14' |

| APOEL                      | 2–1      | Fiorentina  |
| -------------------------- | -------- | ----------- |
| - Donis 37' - Abagna 45+1' | Chi tiết | - Ikoné 74' |

| Chelsea                                                                                          | 8–0      | Noah |
| ------------------------------------------------------------------------------------------------ | -------- | ---- |
| - Adarabioyo 12' - Guiu 13' - Disasi 18' - Félix 21', 41' - Mudryk 39' - Nkunku 69', 76' (ph.đ.) | Chi tiết |      |

| Djurgårdens IF               | 2–1      | Panathinaikos |
| ---------------------------- | -------- | ------------- |
| - Gulliksen 49' - Hümmet 72' | Chi tiết | - Đuričić 17' |

| Copenhagen         | 2–2      | İstanbul Başakşehir     |
| ------------------ | -------- | ----------------------- |
| - Chiakha 79', 83' | Chi tiết | - Kény 26' - Piątek 80' |

| Heart of Midlothian | 0–2      | 1. FC Heidenheim             |
| ------------------- | -------- | ---------------------------- |
|                     | Chi tiết | - Conteh 57' - Schöppner 89' |

| Jagiellonia Białystok         | 3–0      | Molde |
| ----------------------------- | -------- | ----- |
| - Pululu 6' - Hansen 70', 75' | Chi tiết |       |

| Larne             | 1–2      | St. Gallen                       |
| ----------------- | -------- | -------------------------------- |
| - Diaby 4' (l.n.) | Chi tiết | - Görtler 29' - Vandermersch 79' |

| LASK | 0–0      | Cercle Brugge |
| ---- | -------- | ------------- |
|      | Chi tiết |               |

| Real Betis                 | 2–1      | Celje       |
| -------------------------- | -------- | ----------- |
| - Natan 75' - Juanmi 90+4' | Chi tiết | - Nieto 81' |

| Vitória de Guimarães            | 2–1      | Mladá Boleslav |
| ------------------------------- | -------- | -------------- |
| - Silva 40' (ph.đ.) - Rivas 59' | Chi tiết | - Kušej 72'    |

### Lượt trận 4
| İstanbul Başakşehir  | 1–1      | Petrocub Hîncești |
| -------------------- | -------- | ----------------- |
| - Piątek 42' (ph.đ.) | Chi tiết | - Borș 90+6'      |

| Astana        | 1–1      | Vitória de Guimarães |
| ------------- | -------- | -------------------- |
| - Kalaica 40' | Chi tiết | - Ramírez 89'        |

| 1. FC Heidenheim | 0–2      | Chelsea                   |
| ---------------- | -------- | ------------------------- |
|                  | Chi tiết | - Nkunku 51' - Mudryk 86' |

| Cercle Brugge              | 2–0      | Heart of Midlothian |
| -------------------------- | -------- | ------------------- |
| - Efekele 40' - Magnée 90' | Chi tiết |                     |

| Dinamo Minsk | 1–2      | Copenhagen                          |
| ------------ | -------- | ----------------------------------- |
| - Adeola 13' | Chi tiết | - Elyounoussi 6' - Diks 55' (ph.đ.) |

| Noah | 0–0      | Víkingur Reykjavík |
| ---- | -------- | ------------------ |
|      | Chi tiết |                    |

| St. Gallen                  | 2–2      | TSC                 |
| --------------------------- | -------- | ------------------- |
| - Cissé 31' - Konietzke 65' | Chi tiết | - Pantović 40', 53' |

| Borac Banja Luka              | 2–1      | LASK          |
| ----------------------------- | -------- | ------------- |
| - Despotović 82' - Skorup 89' | Chi tiết | - Berisha 51' |

| Molde | 0–1      | APOEL        |
| ----- | -------- | ------------ |
|       | Chi tiết | - Laifis 41' |

| Celje                                     | 3–3      | Jagiellonia Białystok                |
| ----------------------------------------- | -------- | ------------------------------------ |
| - Zec 7' - Nieto 54' - Diéguez 80' (l.n.) | Chi tiết | - Pululu 34' - Imaz 71' - Hansen 78' |

| Panathinaikos       | 1–0      | HJK |
| ------------------- | -------- | --- |
| - Toivio 33' (l.n.) | Chi tiết |     |

| The New Saints | 0–1      | Djurgårdens IF  |
| -------------- | -------- | --------------- |
|                | Chi tiết | - Gulliksen 41' |

| Fiorentina                                             | 3–2      | Pafos                  |
| ------------------------------------------------------ | -------- | ---------------------- |
| - Kouamé 38' - Goldar 53' (l.n.) - Martínez Quarta 72' | Chi tiết | - Jairo 68' - Jajá 87' |

| Lugano                   | 2–0      | Gent |
| ------------------------ | -------- | ---- |
| - Mahou 6' - Doumbia 86' | Chi tiết |      |

| Mladá Boleslav          | 2–1      | Real Betis     |
| ----------------------- | -------- | -------------- |
| - Vojta 51' - Vydra 54' | Chi tiết | - Lo Celso 17' |

| Olimpija Ljubljana | 1–0      | Larne |
| ------------------ | -------- | ----- |
| - Durdov 67'       | Chi tiết |       |

| Omonia | 0–3      | Legia Warsaw                                    |
| ------ | -------- | ----------------------------------------------- |
|        | Chi tiết | - Morishita 17' - Szczepaniak 77' - Wszołek 86' |

| Rapid Wien     | 1–1      | Shamrock Rovers |
| -------------- | -------- | --------------- |
| - Cvetković 9' | Chi tiết | - Kenny 55'     |

### Lượt trận 5
| Víkingur Reykjavík | 1–2      | Djurgårdens IF             |
| ------------------ | -------- | -------------------------- |
| - Sigurpálsson 72' | Chi tiết | - Kosugi 62' - Wikheim 65' |

| Astana        | 1–3      | Chelsea                     |
| ------------- | -------- | --------------------------- |
| - Tomasov 45' | Chi tiết | - Guiu 14', 18' - Veiga 39' |

| Fiorentina | 7–0      | LASK |
| --- | -------- | ---- |
| - Sottil 10', 58' - Ikoné 22' - Richardson 39' - Mandragora 69' - Stojković 82' (l.n.) - Guðmundsson 85' (ph.đ.) | Chi tiết |      |

| Copenhagen                       | 2–0      | Heart of Midlothian |
| -------------------------------- | -------- | ------------------- |
| - Chiakha 48' - Diks 78' (ph.đ.) | Chi tiết |                     |

| Dinamo Minsk                            | 2–0      | Larne |
| --------------------------------------- | -------- | ----- |
| - Gavrilovich 67' (ph.đ.) - Zherdev 73' | Chi tiết |       |

| Noah         | 1–3      | APOEL                                         |
| ------------ | -------- | --------------------------------------------- |
| - Aias 45+4' | Chi tiết | - Chebake 23' - Kostadinov 89' - Abagna 90+3' |

| Petrocub Hîncești | 0–1      | Real Betis    |
| ----------------- | -------- | ------------- |
|                   | Chi tiết | - Bakambu 54' |

| HJK                           | 2–2      | Molde            |
| ----------------------------- | -------- | ---------------- |
| - Erwin 32' - Meriluoto 90+2' | Chi tiết | - Ihler 14', 27' |

| İstanbul Başakşehir                  | 3–1      | 1. FC Heidenheim |
| ------------------------------------ | -------- | ---------------- |
| - Türüç 6' - Crespo 18' - Piątek 68' | Chi tiết | - Honsak 61'     |

| Legia Warsaw    | 1–2      | Lugano                      |
| --------------- | -------- | --------------------------- |
| - Morishita 11' | Chi tiết | - Bottani 40' - Hajdari 74' |

| Olimpija Ljubljana | 1–4      | Cercle Brugge                                       |
| ------------------ | -------- | --------------------------------------------------- |
| - Blanco 5'        | Chi tiết | - Olaigbe 2', 81' - Felipe Augusto 24' - Denkey 72' |

| St. Gallen    | 1–4      | Vitória de Guimarães                                   |
| ------------- | -------- | ------------------------------------------------------ |
| - Csoboth 66' | Chi tiết | - Mendes 33' - G. Silva 58' - Alberto 84' - Samu 90+4' |

| Mladá Boleslav | 1–0      | Jagiellonia Białystok |
| -------------- | -------- | --------------------- |
| - Vydra 76'    | Chi tiết |                       |

| Gent                                           | 3–0      | TSC |
| ---------------------------------------------- | -------- | --- |
| - Dean 8' (ph.đ.) - Gandelman 13' - Surdez 20' | Chi tiết |     |

| Omonia                                      | 3–1      | Rapid Wien  |
| ------------------------------------------- | -------- | ----------- |
| - Kakoullis 52' - Semedo 66' - Saidou 90+6' | Chi tiết | - Beljo 62' |

| Pafos                        | 2–0      | Celje |
| ---------------------------- | -------- | ----- |
| - Dragomir 48' - Correia 63' | Chi tiết |       |

| Shamrock Rovers                 | 3–0      | Borac Banja Luka |
| ------------------------------- | -------- | ---------------- |
| - Kenny 12', 64' - Farrugia 56' | Chi tiết |                  |

| The New Saints | 0–2      | Panathinaikos                         |
| -------------- | -------- | ------------------------------------- |
|                | Chi tiết | - Đuričić 15' - Ioannidis 62' (ph.đ.) |

### Lượt trận 6
| 1. FC Heidenheim | 1–1      | St. Gallen   |
| ---------------- | -------- | ------------ |
| - Theuerkauf 30' | Chi tiết | - Stanić 77' |

| APOEL       | 1–1      | Astana            |
| ----------- | -------- | ----------------- |
| - Donis 57' | Chi tiết | - Kažukolovas 64' |

| Cercle Brugge | 1–1      | İstanbul Başakşehir |
| ------------- | -------- | ------------------- |
| - Brunner 82' | Chi tiết | - Piątek 74'        |

| Chelsea                                                    | 5–1      | Shamrock Rovers |
| ---------------------------------------------------------- | -------- | --------------- |
| - Guiu 23', 34', 45+3' - Dewsbury-Hall 40' - Cucurella 58' | Chi tiết | - Poom 26'      |

| Djurgårdens IF                          | 3–1      | Legia Warsaw  |
| --------------------------------------- | -------- | ------------- |
| - Nguen 24' - Hümmet 45+4' - Åslund 76' | Chi tiết | - Wszołek 56' |

| Lugano                     | 2–2      | Pafos                            |
| -------------------------- | -------- | -------------------------------- |
| - Mahmoud 7' - Bottani 33' | Chi tiết | - Saipi 4' (l.n.) - Goldar 90+5' |

| Borac Banja Luka | 0–0      | Omonia |
| ---------------- | -------- | ------ |
|                  | Chi tiết |        |

| TSC                                            | 4–3      | Noah                          |
| ---------------------------------------------- | -------- | ----------------------------- |
| - Stanić 41' - Đakovac 74', 76' - Pantović 81' | Chi tiết | - Aiás 5', 48' - Ferreira 15' |

| Heart of Midlothian        | 2–2      | Petrocub Hîncești                  |
| -------------------------- | -------- | ---------------------------------- |
| - Wilson 64' - Spittal 70' | Chi tiết | - Plătică 21' - Mudrac 83' (ph.đ.) |

| Jagiellonia Białystok | 0–0      | Olimpija Ljubljana |
| --------------------- | -------- | ------------------ |
|                       | Chi tiết |                    |

| Larne          | 1–0      | Gent |
| -------------- | -------- | ---- |
| - Cosgrove 74' | Chi tiết |      |

| LASK           | 1–1      | Víkingur Reykjavík         |
| -------------- | -------- | -------------------------- |
| - Ljubičić 26' | Chi tiết | - Sigurpálsson 23' (ph.đ.) |

| Molde                                                      | 4–3      | Mladá Boleslav                     |
| ---------------------------------------------------------- | -------- | ---------------------------------- |
| - Ihler 27' - Král 42' (l.n.) - Kaasa 64' - Stenevik 90+1' | Chi tiết | - Suchý 5' - Kušej 59' - Vydra 61' |

| Celje                         | 3–2      | The New Saints            |
| ----------------------------- | -------- | ------------------------- |
| - Edmilson 20', 43' - Zec 79' | Chi tiết | - Davies 19' - Holden 42' |

| Panathinaikos                                    | 4–0      | Dinamo Minsk |
| ------------------------------------------------ | -------- | ------------ |
| - Jeremejeff 33' - Tetê 54', 65' - Ioannidis 84' | Chi tiết |              |

| Real Betis    | 1–0      | HJK |
| ------------- | -------- | --- |
| - Cardoso 27' | Chi tiết |     |

| Rapid Wien                         | 3—0      | Copenhagen |
| ---------------------------------- | -------- | ---------- |
| - Beljo 45+2' - Wurmbrand 51', 65' | Chi tiết |            |

| Vitória de Guimarães | 1–1      | Fiorentina       |
| -------------------- | -------- | ---------------- |
| - Silva 33'          | Chi tiết | - Mandragora 87' |